# Baidang Hu
Baidang Hu (kinesiska: 白荡湖) är en sjö i Kina. Den ligger i provinsen Anhui, i den östra delen av landet, omkring 120 kilometer söder om provinshuvudstaden Hefei. Baidang Hu ligger 5 meter över havet. Arean är 38 kvadratkilometer. Trakten runt Baidang Hu består till största delen av jordbruksmark. Den sträcker sig 6,9 kilometer i nord-sydlig riktning, och 11,1 kilometer i öst-västlig riktning.
Genomsnittlig årsnederbörd är 2 124 millimeter. Den regnigaste månaden är juli, med i genomsnitt 329 mm nederbörd, och den torraste är december, med 69 mm nederbörd.